# Iarfhlaith Davoren
Iarfhlaith Davoren (Ballinasloe, 12 maggio 1986) è un ex calciatore irlandese, di ruolo difensore.

## Carriera
Ha giocato nella prima divisione irlandese.

## Palmarès

### Club

#### Competizioni nazionali
- Coppa d'Irlanda: 2

Sligo Rovers: 2011, 2013